# هارولد وارن
هارولد وارن (بالإنجليزية: Harold Warren)‏ مواليد 7 سبتمبر 1960 في كوربوس كريستي، هو ملاكم محترف أمريكي سابق صنّف ضمن فئة وزن الريشة.

## إحصائيات
خاض خلال مسيرته 63 نزالا، فاز في 43 ولم يتعادل وخسر في 15. فاز بالضربة القاضية في 21 نزالا.

## روابط خارجية
- هارولد وارن على موقع بوكس ريك (الإنجليزية) (registration required)